# Argyrhoda laronia
Argyrhoda laronia är en fjärilsart som beskrevs av Druce 1890. Argyrhoda laronia ingår i släktet Argyrhoda och familjen nattflyn. Inga underarter finns listade i Catalogue of Life.